# 162 км (платформа)
Платформа 162 км — пасажирський зупинний пункт Запорізької дирекції Придніпровської залізниці на електрифікованій лінії Апостолове — Запоріжжя II між станціями Канцерівка (6,6 км) та Дніпробуд II (1,5 км). Розташований біля села Новослобідка Запорізькому районі Запорізької області.

## Історія
Тривалий час пасажири зупинного пункту домагалися будівництва залізничної платформи на місці зупинки електропоїздів сполученням Нікополь — Запоріжжя  — Нікополь. Поруч із зупинним пунктом розташовані дачні кооперативи в районі селища Новослобідка, що часом дачники вирішували проблему посадки на приміські електропоїзди за допомогою підручних засобів. 1 вересня 2014 року на відеохостингу YouTube з'явилося відео про посадку літньої жінки в електропоїзд саме на цьому зупинному пункті.
У грудні 2014 року, після розголосу у програмі «Надзвичайні новини» телеканалу ICTV, журналісти знайшли цей необладнаний зупинний пункт, на якій бабуся сідала в електропоїзд за допомогою підручних засобів. Вже через рік проблему комфортної посадки (висадки) пасажирів приміських поїздів на Платформі 162 км перегону Канцерівка — Дніпробуд II було вирішено, внаслідок чого зведені зручні посадкові платформи. Дві пасажирські платформи (на парній та непарній колії), завдовжки 31,5 м кожна, побудовані коштом і силами Придніпровської залізниці та введені в експлуатацію у грудні 2015 року. Обидві пасажирські платформи мають огорожу для безпеки перебування пасажирів на них, освітлення в темну пору доби, а також обладнані пандусами для з'їзду багажних візків.

## Пасажирське сполучення
На зупинному пункті Платформа 162 км зупиняються приміські електропоїзди Нікопольського напрямку.